# Non c'è
Non c'è è un brano musicale della cantante italiana Laura Pausini.
Il brano viene tradotto in lingua spagnola con il titolo Se fue.

## Non c'è

### Il brano
Non c'è è il 2º singolo estratto a giugno dall'album Laura Pausini del 1993.
La musica è composta da Angelo Valsiglio e Pietro Cremonesi; il testo è scritto da Federico Cavalli e Pietro Cremonesi. Il brano è universalmente conosciuto come una specie di seguito de La solitudine.
Il brano viene trasmesso in radio; viene realizzato il videoclip.

### Tracce
45 giri - 060000797 Warner Music Italia (1993)
1. Non c'è (Laura Pausini)
2. Non sai cosa ti perdi (Nikki)

CDS - 4509971732 Warner Music Francia (1993)
1. Non c'è
2. Perché non torna più

CDS - 4509944352 Warner Music Europa (1993)
1. Non c'è (Radio version)
2. Perché non torna più
3. Non c'è

Download digitale
1. Non c'è

### Classifiche
| Classifica (1994) | Posizione massima |
| ----------------- | ----------------- |
| Germania          | 76                |
| El Salvador       | 1                 |
| Messico           | 1                 |
| Panama            | 1                 |
| Perù              | 10                |
| Venezuela         | 2                 |

## Se fue

### Il brano
Nel 1994 la canzone Non c'è viene tradotta in lingua spagnola da Badia con il titolo Se fue.
Viene inserita nel primo album in lingua spagnola Laura Pausini ed estratta come 2º singolo in Spagna e in America Latina.
Il brano viene trasmesso in radio; viene realizzato il videoclip.

### Tracce
CDS - Promo DG142C Warner Music Spagna (1994)
1. Se fue

CDS - 0706301111925 Warner Music Francia (1994)
1. Gente (Italian Version)
2. La soledad
3. Se fue

Download digitale
1. Se fue

### Classifiche
Posizioni massime
| Classifica (1994)            | Posizione |
| ---------------------------- | --------- |
| Stati Uniti (Latin Song)     | 24        |
| Stati Uniti (Latin Pop Song) | 5         |

## Non c'è- Edizione 2001

### Il brano
Nel 2001 la canzone Non c'è viene inserita nell'album raccolta del 2001 The Best of Laura Pausini - E ritorno da te in una nuova versione.
Il brano in lingua italiana viene nuovamente estratto come singolo ed è il 4º singolo estratto nel 2002 dall'album The Best of Laura Pausini - E ritorno da te. In Italia è l'ultimo singolo estratto dall'album.
Il brano viene quindi trasmesso nuovamente in radio nel 2002 in Italia e in Francia; non viene però realizzato un nuovo videoclip.
In questa nuova versione Laura Pausini collabora con Nek, che appare in qualità di bassista.
Anche nell'album in lingua spagnola Lo mejor de Laura Pausini - Volveré junto a ti viene inserita la nuova versione di Se fue. Questa non viene estratta come singolo in Spagna e in America Latina e pertanto non è pubblicata su supporto audio, non viene trasmessa in radio e non è presente il videoclip.

### Tracce
CDS - Promo Warner Music Italia (2002)
1. Non c'è (New Version)

CDS - Promo 03113 Warner Music Francia (2002)
1. Non c'è (New Version)

CDS - Promo 2878 Warner Music Italia (2002)
1. La solitudine (New Version)
2. Non c'è (New Version)

CDS - 03113 Warner Music Germania (2002)
1. Non c'è (New Version)
2. La solitudine (New Version)
3. Non c'è (New Version)

CDS - 5050466136824 Warner Music Europa (2002)
1. E ritorno da te
2. Non c'è (New Version)
3. Tra te e il mare

Download digitale
1. Non c'è (New Version)
2. Se fue (New Version)

### Crediti
- Laura Pausini: voce
- Dado Parisini: programmazione, tastiera
- Massimo Varini: chitarra acustica, chitarra elettrica
- Nek: basso
- Max Costa: programmazione
- Eric Buffat: cori

## Se fue- Edizione 2013

### Il brano
Nel 2013 la canzone Se fue viene inserita nell'album raccolta 20 - Grandes Exitos in una nuova versione salsa in duetto con Marc Anthony. Il brano in lingua spagnola viene nuovamente estratto come singolo ed è il 3° singolo estratto il 27 gennaio 2014 negli Stati Uniti, in Porto Rico e in Spagna (il 2° singolo) dall'album 20 - Grandes Exitos. Il 28 aprile il brano viene estratto anche in Italia come 4º ed ultimo singolo.
Anche nell'album in lingua italiana 20 - The Greatest Hits viene inserita la nuova versione in duetto in lingua italo-spagnola con il titolo Non c'è/Se fue, ma questa versione non viene estratta come singolo.
Laura Pausini commenta:
(Laura Pausini)

### Il video
Il videoclip (solo in lingua spagnola) è stato diretto dai registi Leandro Manuel Emede e Nicolò Cerioni e girato tra il The Neon Museum di Las Vegas e il deserto del Nevada. Il video è stato per caso realizzato sotto una pioggia battente ed entrambi gli artisti hanno cantato e ballato sotto il diluvio, mentre osservavano le gigantografie del museo all'aperto. Nel video i due artisti si cercano e inseguono attraverso diverse location suggestive fino all'incontro finale nel deserto, all'interno di un deposito-museo di vecchie insegne luminose.
Nel video Laura Pausini indossa abiti Armani e gioielli della collezione Swarovski.
Il videoclip viene presentato in anteprima sulla rete televisiva americana Telemundo subito con la pubblicazione del singolo e pubblicato sul canale YouTube della Warner Music Italy. Dal 28 aprile viene inoltre trasmesso in rotazione su tutti i canali musicali in Italia e presentato sul TG1 di Rai 1.

### Tracce
Download digitale
1. Non c'è/Se fue (New Version 2013) (con Marc Anthony)
2. Se fue (New Version 2013) (con Marc Anthony)

### Nomination
Con 20 - Grandes Exitos Laura Pausini e Marc Anthony ricevono a dicembre 2014 una nomination al Premio Lo Nuestro 2014 nella categoria Collaborazione tropicale dell'anno e a marzo 2015 due nomination ai Premios Juventud 2015 nelle categorie Combinazione perfetta e La più contagiosa.

### Classifiche
Posizioni massime
| Classifica (2014)                         | Posizione massima |
| ----------------------------------------- | ----------------- |
| Mondo Latino (World Latin Top 30 Singles) | 4                 |
| Stati Uniti (Latin Airplay)               | 15                |
| Stati Uniti (Latin Pop Airplay)           | 6                 |
| Stati Uniti (Hot Latin Song)              | 25                |
| Stati Uniti (Tropical Airplay)            | 10                |

## Se fue- Edizione 2024

### Descrizione
Nel 2024 il cantante Rauw Alejandro inserisce nel quinto album in studio Cosa nuestra una cover di Se fue, un duetto con Laura Pausini, estratta come singolo radiofonico il 20 dicembre successivo.
Nel 2023, aveva cantato una versione della canzone durante la cerimonia dei Latin Grammy Awards in omaggio alla cantante italiana che aveva ricevuto il riconoscimento di persona dell'anno.

### Classifiche
| Classifica (2024) | Posizione massima |
| ----------------- | ----------------- |
| Bolivia           | 14                |
| Ecuador           | 12                |
| Messico           | 19                |
| Peru              | 15                |
| Spagna            | 5                 |
| Stati Uniti       | 82                |

## Pubblicazioni
Non c'è viene inserita anche nell'album Laura Pausini del 1995; in una versione rinnovata nell'album The Best of Laura Pausini - E ritorno da te del 2001; in un'altra versione rinnovata in stile salsa nell'album 20 - The Greatest Hits del 2013 in lingua italo-spagnola (Non c'è/Se fue) in duetto con il cantante statunitense Marc Anthony; come Bonus Track nell'album Io canto Greek Edition; in versione Live nel DVD Live 2001-2002 World Tour del 2002 (video) e negli album Live in Paris 05 del 2005 (video), San Siro 2007 del 2007 (video), Inedito - Special Edition del 2012 (video) e Fatti sentire ancora/Hazte sentir más del 2018 (Medley Acustico video).
Non c'è viene inoltre inserita nella compilation Bravo Hits 6 del 1994.
Se fue viene inserita anche negli album Lo mejor de Laura Pausini - Volveré junto a ti del 2001 in una versione rinnovata; in un'altra versione rinnovata nell'album 20 - Grandes Exitos del 2013 in duetto con il cantante statunitense Marc Anthony e in versione Live nell'album Live in Paris 05 del 2005 (audio), Laura Live Gira Mundial 09 del 2009 (audio e video) e Inédito - Special Edition del 2012 (video).

## Cover
Nel 1994 la cantante argentina Twiggy canterà una versione in spagnolo di Non c'è, intitolata No está, con un testo diverso da quello che Laura Pausini utilizzerà nella sua versione in spagnolo intitolata Se fue.
Nel 1995 il gruppo giapponese Orquestra De La Luz realizza una cover di Se fue inserendola nell'album Sabor De La Luz.
Nel 1996 i cantanti brasiliani Sandy & Junior realizzano una cover di Non c'è in lingua portoghese intitolata Não Ter inserendola nell'album Dig Dig Joy e che sarà uno dei grandi successi del duo brasiliano.
Nel 2021 esce la cover di Se fue interpretata dalla cantante messicana Ximena Sariñana in duetto con Elsa y Elmar.
L'8 marzo 2024 i cantanti messicani LP Norteño e Bronco pubblicano una cover di Se fue.
Il 15 novembre 2024 viene pubblicato l'album del cantante portoricano Rauw Alejandro Cosa nuestra contenente il brano Se fue in duetto con Laura Pausini.